# Leslie Shepard
Pour les articles homonymes, voir Shepard.
Leslie Shepard, né le 21 juin 1917 et mort le 20 août 2004, est un auteur, archiviste et conservateur britannique qui a écrit des livres sur divers sujets, dont la littérature de rue (en) — en particulier les broadside ballads —, les premiers films et le paranormal.

## Biographie
Leslie Shepard contribue à documenter les travaux de l'Alfred Wolfsohn Voice Research Centre et collabore avec Paul Newham pour formuler une technique vocale étendue basée sur l'analyse des voix parlées et chantées de diverses cultures et traditions orales,. Sheppard conserve, publie ou archive également des centaines de documents et d'enregistrements audio, y compris des feuilles de ballades irlandaises et des exemples originaux de littérature de rue, un sujet sur lequel il est considéré comme une autorité,. En outre, Leslie Shepard est cité comme expert des écrits de Bram Stoker, l'auteur irlandais du roman d'horreur gothique Dracula (1897). En collaboration avec Albert Power, Leslie Shepard fait connaître et organise la Bram Stoker Society, qui recueille, catalogue et archive de nombreux écrits sur Stoker et sur le vampire mythique, dont le romancier s'est inspiré pour créer le personnage principal et l'antagoniste, le "comte Dracula", dans son roman,,.

## Publications
- The Broadside Ballad: A Study in Origins and Meaning. London H Jenkins Publishers 1962.
- The History of the Horn: A Bibliographical Essay. Rampant Lions Press 1977.
- Dracula Book of Great Horror Stories. Random House Value Publishing, 1990.
- The History of Street Literature. David and Charles, 1973.
- Seascape: A Pattern of Sounds for Reading Aloud. Offcut Press, 1971.
- Encyclopedia of Occultism and Psychical Research. Gale Research Company, 1979.
- Encyclopedia of Occultism and Parapsychology: The World of Paranormal Phenomena. Baker Publishing Group, 1992.
- The News in Verse: Dreadful Crimes: A Set of Six Nineteenth-century Broadside Ballads of Appalling Murders and Other Wretched Crimes. Printed in Faithful Facsimile. Then Limited, 1972.